# Alchemilla kozlovskii
Alchemilla kozlovskii é uma espécie de rosácea do gênero Alchemilla, pertencente à família Rosaceae.